# Мичиганский технологический университет
Мичиганский технологический университет (англ. Michigan Technological University) — государственный исследовательский университет, расположенный в г. Хоутоне (штат Мичиган, США). Университет основанный в 1885 году как Мичиганская школа горного дела. 

## История
Мичиганский технологический университет был основан в 1885 году как Мичиганская школа горного дела для подготовки горных инженеров, которая начала свою работу с четырех преподавателей и двадцати трех студентов. С 1886 по 1889 год размещалась в здании пожарного депо Хоутона. В 1897 году название было изменено на Мичиганский горный колледж. В 1927 году школа была переименована в Мичиганский колледж горного дела и технологий.
В 1964 году колледж был преобразован в Мичиганский технологическим университет. 

## Деятельность
По состоянию на осенний семестр 2021 года общее число студентов Мичиганского технологического университета составляет 6977 человек, из них женщины составляют около 29% (2054 чел.).  
Так как университет исторически был сосредоточен на инженерных науках, по состоянию на ноябрь 2022 года 57% студентов обучались в Инженерном колледже. В университете проходят обучение по 149 программам бакалавриата и 103 программам магистратуры. 

## Структура
Мичиганский технологический университет предлагает обучение по 120 программам бакалавриата и магистратуры в областях инженерии, естественных и физических наук, вычислений, бизнеса и экономики, технологий, экологических исследований, а также искусств, гуманитарных и социальных наук. Университет, в котором расположен первый колледж вычислительной техники штата Мичиган, поделен на пять колледжей: колледж бизнеса, колледж вычислительной техники, инженерный колледж, колледж лесных ресурсов и наук об окружающей среде, колледж искусства.
Мичиганский Технологический университет признан за свои программы в области инженерии, науки и технологии. В университете находятся нескольких исследовательских центров и институтов, включая Центр исследований Великих Озёр, Институт исследований Мичиганского технологического университета и Институт материаловедения. Университет также имеет партнерства с промышленными предприятиями и правительственными агентствами, включая Министерство энергетики, НАСА и Национальный научный фонд.

## Кампус

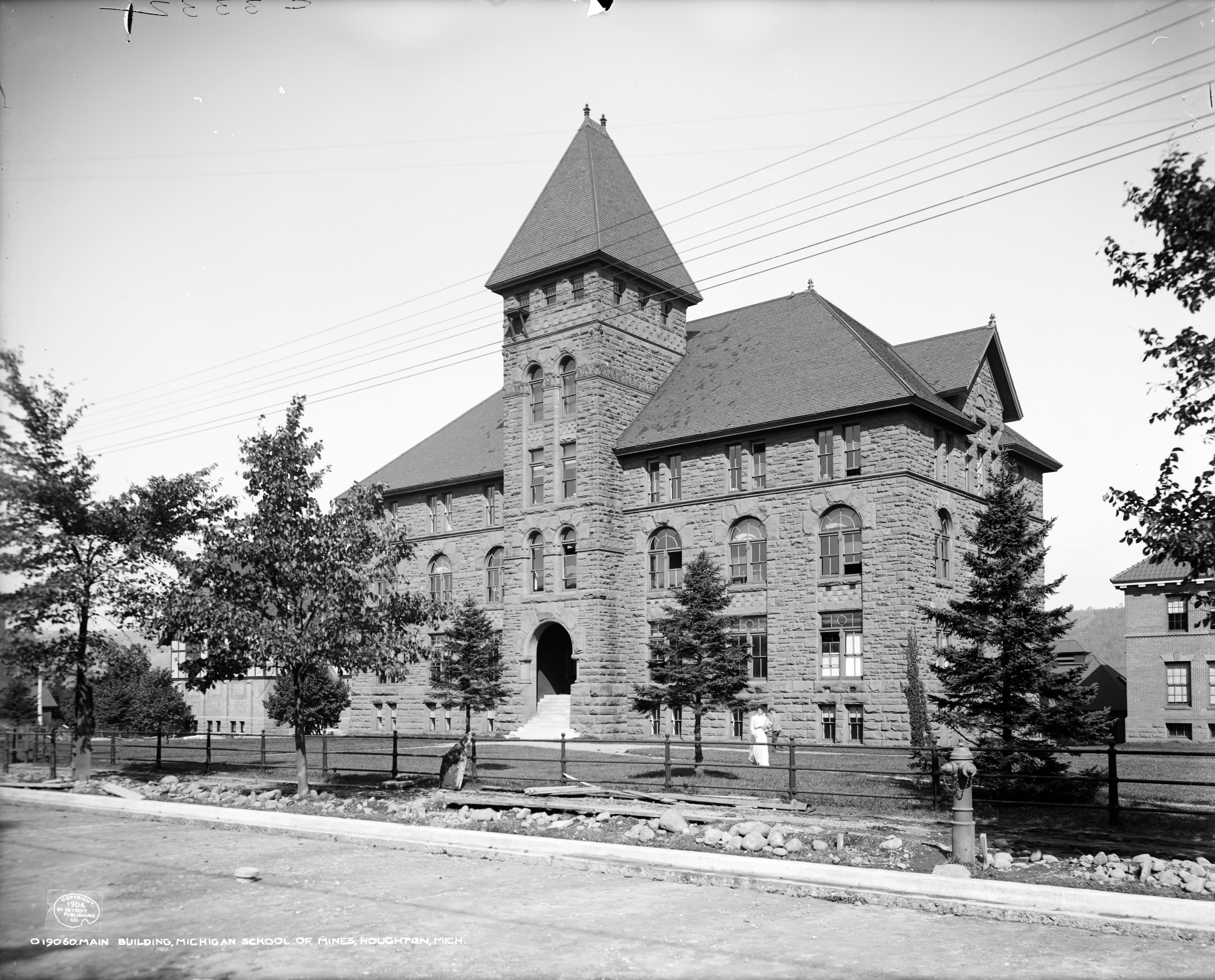
Главное здание.1906 г.

Главный кампус унивенситета расположен в Хоутоне (Мичиган), на полуострове Кьюинно, с видом на озеро Супериор. Кампус расположен на площади 925 акров и имеет современные учебные и научные корпуса, лаборатории с современным оборудованием и инфраструктуру современных технологий. Университет также недалеко имеет второй кампус - в Хэнкоке (штат Мичиган), где находится Кьюинновский научно-исследовательский центр.

## Репутация и рейтинги
В рейтинге Фонда за индивидуальные права в образовании (FIRE) 2024 года Мичиганский технологический университет занял первое место по академической свободе и толерантности к точкам зрения.
В 2024 году Мичиганский Технологический университет занимал 151 место в рейтинге лучших национальных университетов. 
В 2024 году университет занял 74 место в Национальном рейтинге университетов.
В 2007 году Мичиганский технологический институт занял 172-е место из 600 колледжей и университетов США по расходам на исследования и разработки.

## Студенческая жизнь
Университет имеет более 200 студенческих организаций, включая клубы по инженерии, науке, технологии, бизнесу, музыке и спорту. Университет также имеет 14 спортивных команд NCAA Division II, известных как Huskies.